# 1206 en santé et médecine
| Années de la santé et de la médecine : 1203 - 1204 - 1205 - 1206 - 1207 - 1208 - 1209    |
| Décennies de la santé et de la médecine : 1170 - 1180 - 1190 - 1200 - 1210 - 1220 - 1230 |

Cet article présente les faits marquants de l'année 1206 en santé et médecine.

## Événements

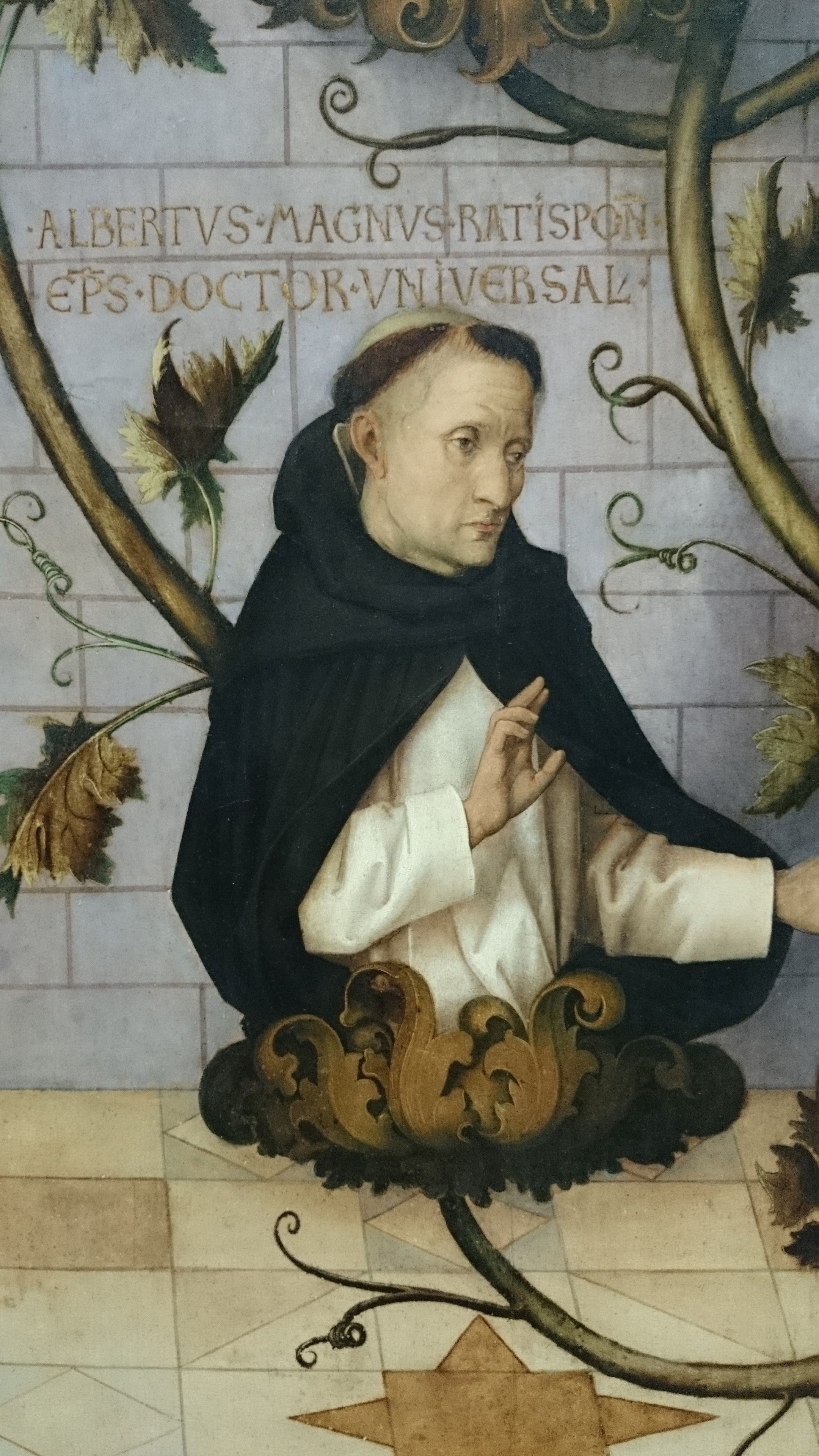
« Albert le Grand »
Arbre généalogique des dominicains (détail)
Holbein l'Ancien, 1501

- À Césarée en Cappadoce, Gevher Nesibe et son frère Kay Khusraw Ier, enfants de Kılıç Arslan II, sultan de Roum, fondent un hôpital-école, dit des Jumeaux, et dont la partie hospitalière « comporte trois grandes salles et seize chambres[1] ».
- Fondation de l'hospice Saint-Nicolas de Metz, en Lorraine, « créé, par la ville, aux frais communs de tous les habitants, pour loger, nourrir et entretenir les pauvres que leur âge ou leur infirmité empêchait de se procurer des subsides par le travail […], établissement laïque [qui] étonne à une époque où le clergé dirigeait les institutions similaires[2] ».
- Fondation de l'hôpital SS. Giacomo e Filippo della Misericordia de Lodi en Lombardie[3].
- Fondation par Alard IV de la maison-Dieu Saint-Julien à Château-Gontier, en Anjou[4].
- Les statuts des Hospitaliers reconnaissent pour la première fois leur vocation militaire[5].
- 1206 ? : fondation par Philippe Auguste de l'hôtel-Dieu de Verberie, dans le Valois, dirigé par des Trinitaires[6].
- Vers 1206 : fondation probable d'un hôpital à Poligny, en Franche-Comté, par Othon, comte d'Andechs et duc de Méranie, futur comte palatin de Bourgogne sous le nom d'Othon II par mariage avec Béatrice de Hohenstaufen[7].

## Personnalité
- 1206-1212 ? : fl. Raoul, médecin du Forez[8].

## Naissances
- Entre 1193 et 1206 : Albert le Grand (mort en 1280), philosophe et théologien, naturaliste et chimiste, auteur de divers ouvrages touchant à la médecine[8].
- Entre 1206 et 1215 : Thaddée de Florence (mort en 1295), médecin italien, professeur à l'université de Bologne.